# Chlewnoje
Chlewnoje (russisch Хле́вное) ist ein Dorf (selo) in der Oblast Lipezk (Russland) mit 5969 Einwohnern (Stand 14. Oktober 2010).

## Geographie
Das Dorf liegt gut 50 Kilometer Luftlinie südwestlich des Oblastverwaltungszentrums Lipezk sowie knapp 60 Kilometer nördlich von Woronesch am linken Ufer des Don.
Chlewnoje ist Verwaltungszentrum des Rajons Chlewenski sowie Sitz und einzige Ortschaft der Landgemeinde Chlewenski selsowet.

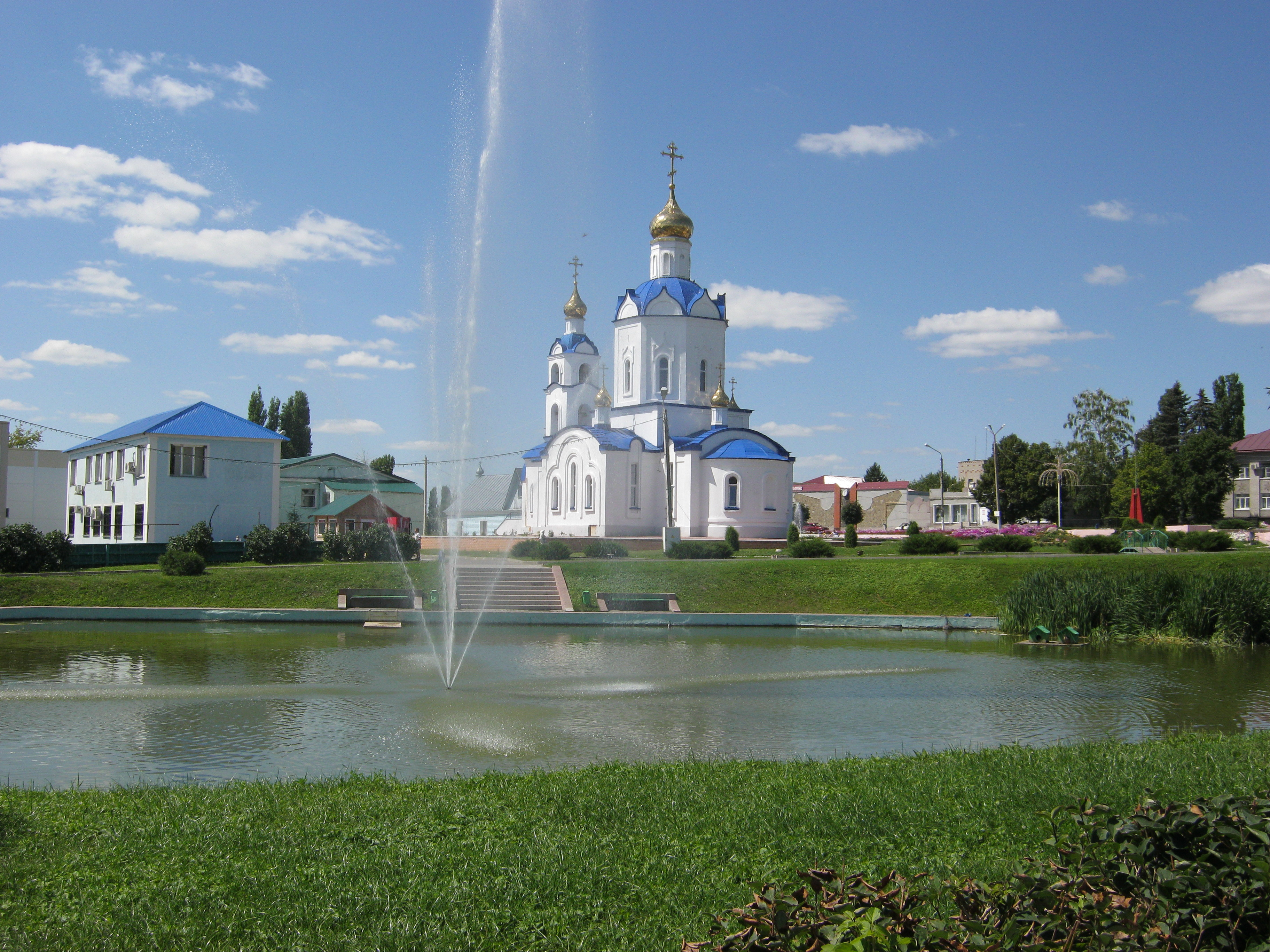
Park und Mariä-Schutz-und-Fürbitte-Kirche in Chlewnoje
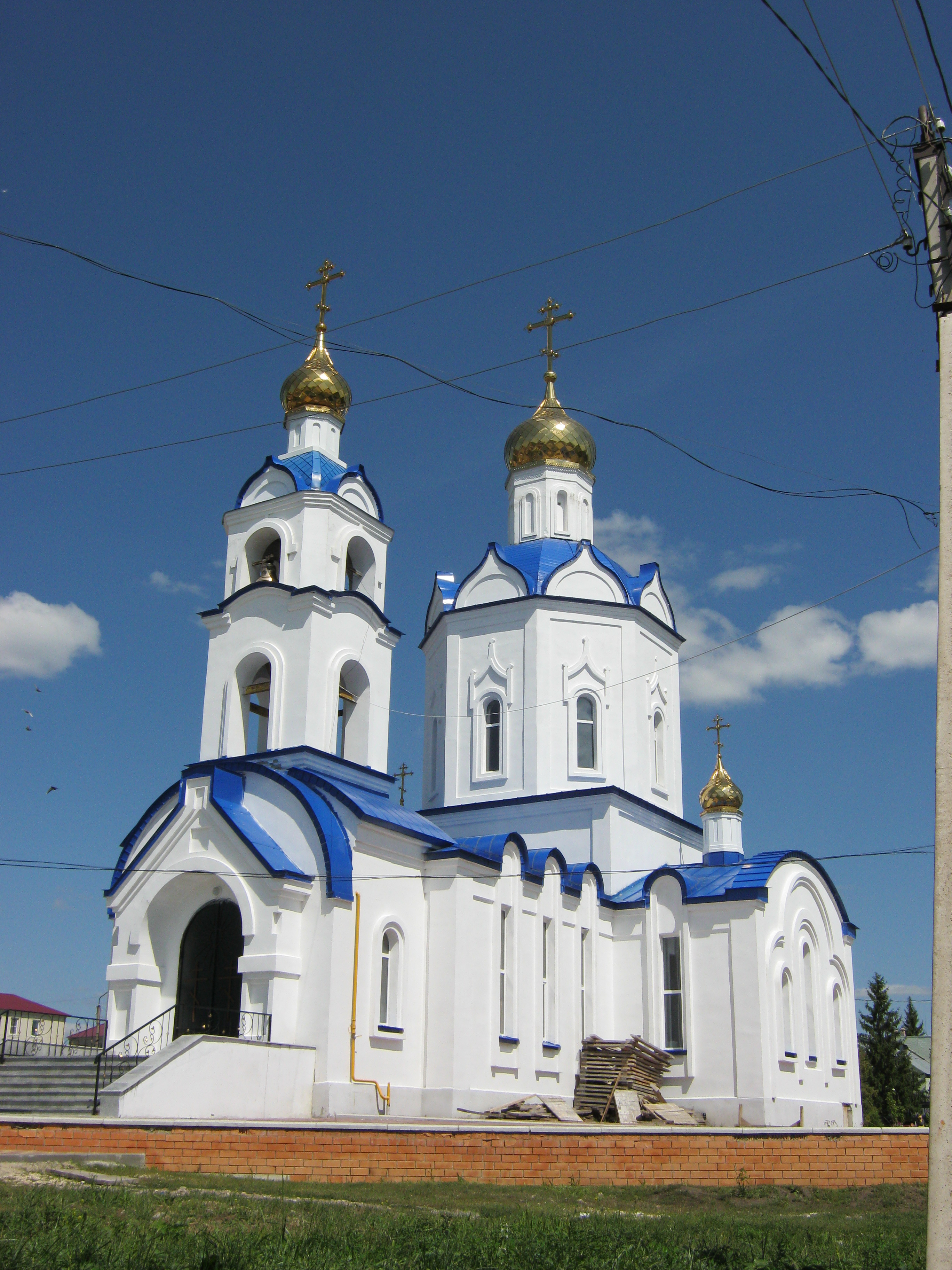
Mariä-Schutz-und-Fürbitte-Kirche (1797)
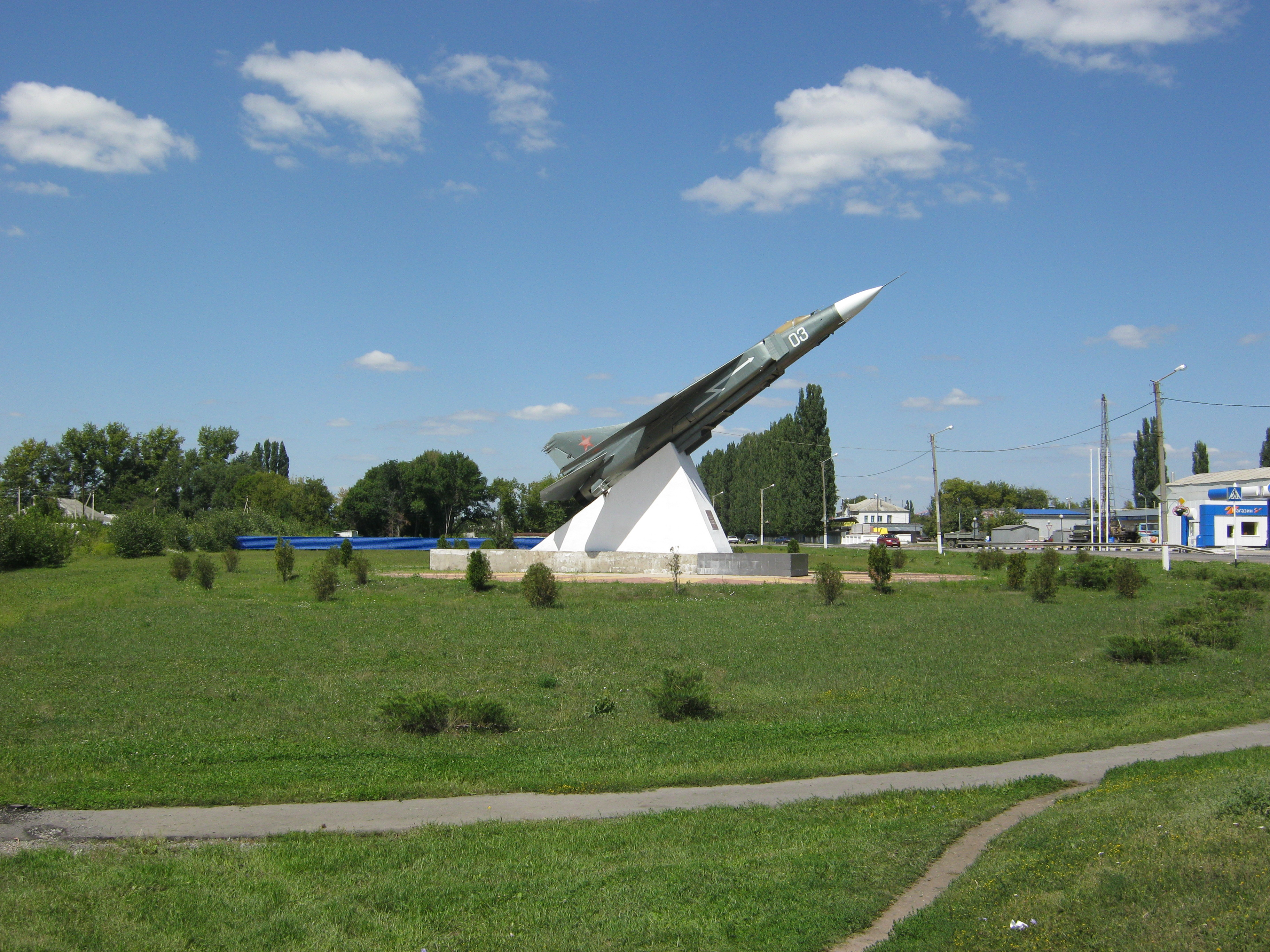
MiG-23 als Denkmal in Chlewnoje
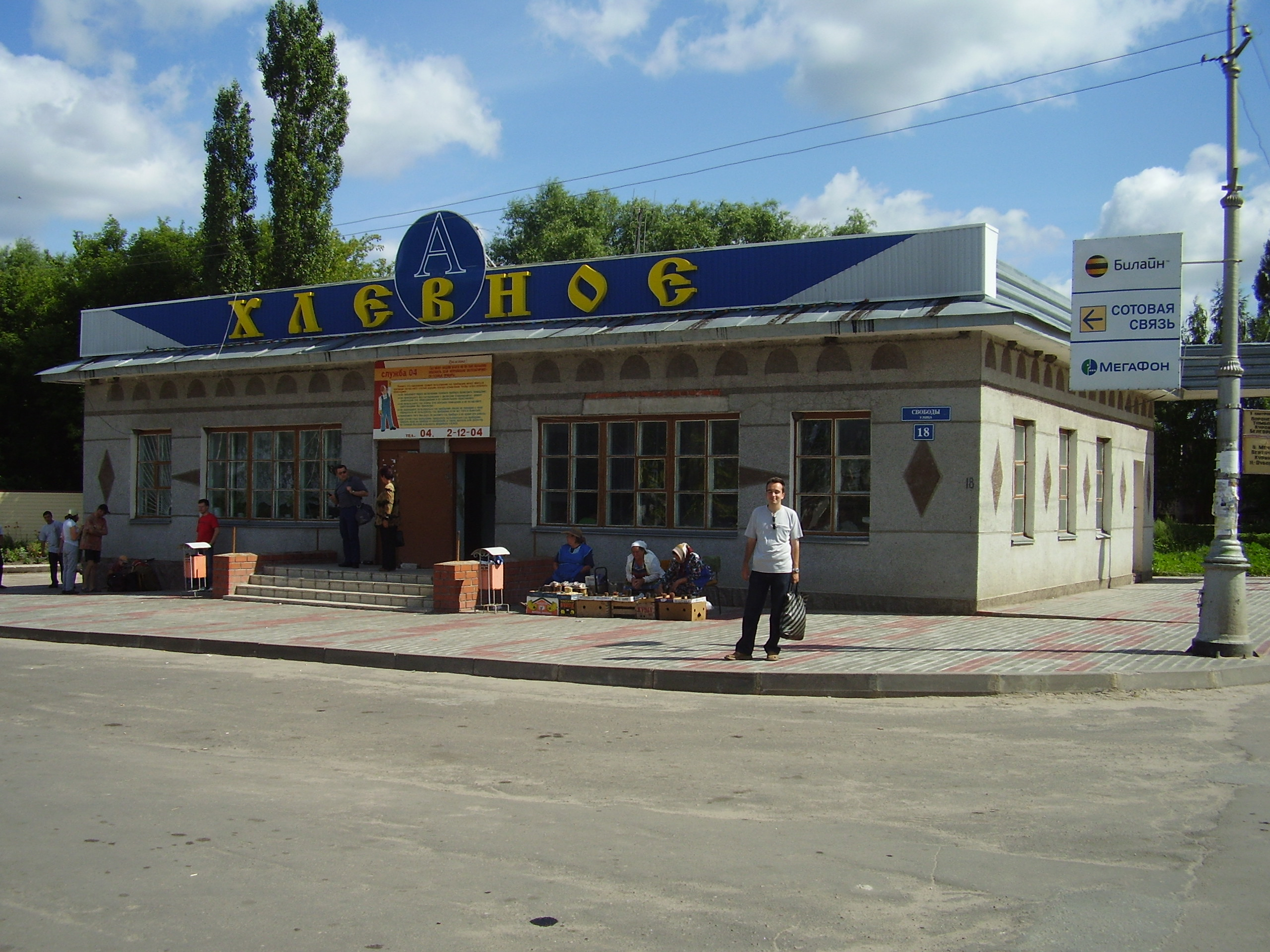
Busbahnhof Chlewnoje

## Geschichte
Der Ort entstand den 1630er-Jahren. Die Bezeichnung, im 17. Jahrhundert noch in der Form Podchlewno, geht auf das russische Wort chlew für „Stall“ zurück. Bereits im 18. Jahrhundert erlangte er einige regionale Bedeutung als großes Dorf und wurde in Folge Sitz einer Wolost, ab 1779 innerhalb des Ujesds Sadonsk der Statthalterschaft Woronesch, ab 1796 des Gouvernements Woronesch.
Mit Auflösung des Ujesds am 12. Mai 1924 kam Chlewnoje noch zum Ujesd Woronesch, bevor es mit Einführung der Rajongliederung am 30. Juli 1928 Verwaltungssitz eines nach ihm benannten Rajons wurde, zunächst bis 1929 im Bestand des Okrugs Woronesch, danach bis zur Abschaffung der Okruge 1930 im Okrug Usman. Der Rajon (bis 1930 innerhalb der Okruge) gehörte zunächst zur Zentralen Schwarzerde-Oblast (Zentralno-Tschernosjomnaja oblast), ab deren Aufteilung am 31. Dezember 1934 zur Oblast Woronesch und schließlich seit Bildung der Oblast Lipezk am 6. Januar 1954 zu dieser. Vom 1. Februar 1963 bis 11. Januar 1965 war der Rajon zwischenzeitlich aufgelöst und sein Territorium dem nördlich benachbarten Sadonski rajon angeschlossen. 

### Bevölkerungsentwicklung
| Jahr | Einwohner |
| ---- | --------- |
| 1897 | 3674      |
| 1939 | 4418      |
| 1959 | 4058      |
| 1970 | 4712      |
| 1979 | 5640      |
| 1989 | 5898      |
| 2002 | 6205      |
| 2010 | 5969      |

Anmerkung: Volkszählungsdaten

## Verkehr
Chlewnoje wird östlich von der föderalen Fernstraße M4 Don umgangen, die Moskau über Woronesch und Rostow am Don mit Noworossijsk verbindet. Von der Umgehungsstraße zweigt dort die A133 als südwestliche Zufahrt von der M4 in das Oblastzentrum Lipezk ab. Nach Osten besteht über die Regionalstraße 42K-704 Verbindung in das benachbarte Rajonzentrum Usman. Von Chlewnoje ins westlich benachbarte Rajonzentrum Terbuny verläuft die 42K-687, die flussabwärts (südlich) des Ortes den Don überquert.
Bahnstationen gibt es im Umkreis von über 50 km um das Dorf nicht; bis zu den Bahnhöfen der umliegenden Großstädte Lipezk, Woronesch und Jelez sowie anderen (Terbuny, Usman) ist es per Straße annähernd gleich weit. 